# Дугін Петро Іванович
Петро Іванович Ду́гін (нар. 22 серпня 1913, Київ — пом. 3 жовтня 1968, Київ) — український радянський кобзар.

## Біографія
Народився 9 [22] серпня 1913 року у місті Києві (нині Україна). Виступав у складі капели кобзарів Українського товариства сліпих. В роки німецько-радянської війни подорожував селами, закликаючи людей до боротьби з ворогом. Помер у Києві 3 жовтня 1968 року.

## Творчість
Виконував думи, зокрема «Про удову і трьох синів», «Про смерть Богдана Хмельницького» та пісні: «Пісня Перемоги», «Пісня про Каховку», «Ой жалю, мій жалю».